# P/2011 UA134 (Spacewatch-PANSTARRS)
P/2011 UA134 (Spacewatch-PANSTARRS) — одна з короткоперіодичних комет родини Юпітера. Комета була відкрита 24 і 25 жовтня 2011 року, коли мала 20.4m і 21.4m.